# يوليوس فروم
يوليوس فروم (بالألمانية: Julius Fromm)‏ (4 مارس 1883 - 12 مايو 1945). كيميائي ورجل أعمال ألماني من أصل بولندي يهودي وهو مخترع الواقي الذكري من المطاط السائل.

## سيرة
ولد فروم في كونين، بولندا، التي كانت جزءا من الإمبراطورية الروسية في ذلك الوقت. عندما كان في العاشرة من عمره غادرت عائلته لبرلين بحثا عن حياة أفضل هناك. هناك، قدمت أسرة العيش من خلال السجائر المتداول أكبر عدد ممكن من اليهود من أوروبا الشرقية من برلين فعلت في ذلك الوقت. توفي والدا يوليوس الشاب، حتى انه اضطر لرعاية نفسه وإخوته الستة من سن الخامسة عشرة. كما المكننة تدريجيا محل الإنتاج اليدوي، التي فروم حضور الدروس المسائية في الكيمياء.
مع الحرب العالمية الأولى، شهدت ألمانيا التحرير السريع للقيم الجنسية والأمراض التي تنتقل عن طريق الاتصال الجنسي ينتشر بسرعة. خلال هذا الوقت، فإن غالبية الواقي الذكري لا تزال مصنوعة من «الجلد»: الأمعاء أو المثانة المعالجة كيميائيا [1] كان الواقي الذكري المطاط متاح أيضا؛ كانت مصنوعة من قبل التفاف أوراق المطاط الخام حول قوالب، ثم غمس لهم في حل لتفلكن المطاط. [2] في عام 1912، اخترع فروم طريقة غمس الأسمنت، الأمر الذي جعل أرق والواقي الذكري سلس. [3] وبدلا من العمل مع المطاط كمادة صلبة، كان يخلط مع البنزين أو البنزين. هذا جعله السائل في قوالب التي يمكن أن تراجع. [4] براءة اختراع فروم اختراعه في عام 1916. بدأ الإنتاج الضخم في عام 1922 وحقق نجاحا-Fromms قانون كبير، كما كانت تسمى، لتصبح أول اسم العلامة التجارية الواقي الذكري، الذي يسمح صاحب المشروع قريبا لفتح فروع في الدنمارك والمملكة المتحدة وبولندا وهولندا. أصبح Fromms مرادفا للالواقي الذكري في ألمانيا. في عام 1920 تم تجنيسهم فروم وهو مواطن ألماني. [5] وفي عام 1928، تم تركيب آلات البيع الواقي الذكري الأولى من قبل شركة فروم، ولكن وزارة الداخلية يسمح إلا أنه للإعلان عن مزايا صحية الواقي الذكري، وليس استخدام الواقي الذكري في كمانع للحمل، ل انها تخشى انخفاضا آخر في معدل المواليد.
في عام 1938، ومع ذلك، في ظل الحكم النازي، أجبرت الحكومة فروم لبيع مصانعه لل116،000 مارك ألماني، وهو جزء من قيمتها الحقيقية، إلى البارونة اليزابيث فون Epenstein، العرابة هيرمان جورينج و. في المقابل قدم Epenstein اثنين من القلاع، Veldenstein وMauterndorf، لجورينج. وبعد ذلك بعام هاجر إلى لندن، حيث توفي في 12 مايو 1945. العقارات فروم، والتي تبلغ قيمتها ما يعادل حوالي 30 مليون يورو، وقد تم بالفعل مزاد علني على 17 مايو 1943 عن 2255 مارك ألماني، على الرغم من العديد من العناصر بما في ذلك بيانو، لوحات، ومكتبته سبق أن اشترى أو سرقت قبل
مصنع Fromms "في Köpenick دمرت بالكامل تقريبا من خلال غارات الحلفاء الجوية، تم شحنها آلية المتبقية للاتحاد السوفياتي، كما أنها تقع في القطاع السوفياتي من برلين. واستمر المصنع Friedrichshagen لإنتاج الواقي الذكري، وخاصة بالنسبة للجيش الأحمر. سوف أعيد المصانع لأسرة فروم وفقا لاتفاقية بوتسدام، تم تأميم لكن الشركة من قبل الحكومة الشيوعية، وكان يعتبر يوليوس فروم على "مالك اليهودي، المستغل الرأسمالي، المعادي للمجتمع، ومكافحة العمل والمؤيدة للنازية".
في ألمانيا الشرقية Fromms أنتجت الواقي الذكري من قبل Volkseigener Betrieb "Plastina"، تم تغيير اسم العلامة التجارية ل"Mondos".
في ألمانيا الغربية، واضطر ابن يوليوس فروم فروم في هربرت لدفع 174,000 ماركس إلى أوتو ميتز-رندا للحصول على حقوق اسم فروم. ميتز، رندة، حبيب إليزابيث فون Epenstein، واكتسب هذه الحقوق بعد وفاة عراب جورينج، ووتمكنت من تحويل نفسه من سمسار من "Entjudung" (دي-jewification) إلى ضحية للنظام الاشتراكي الوطني. [5] هربرت فروم المرخص شركة بريمن لإنتاج الواقي الذكري Fromms، التي تسمى الآن-الخريطة يقع تنتج لهم إلى يومنا هذا.